# Hydraecia micacea
Hydraecia micacea là một loài bướm đêm trong họ Noctuidae.

## Hình ảnh

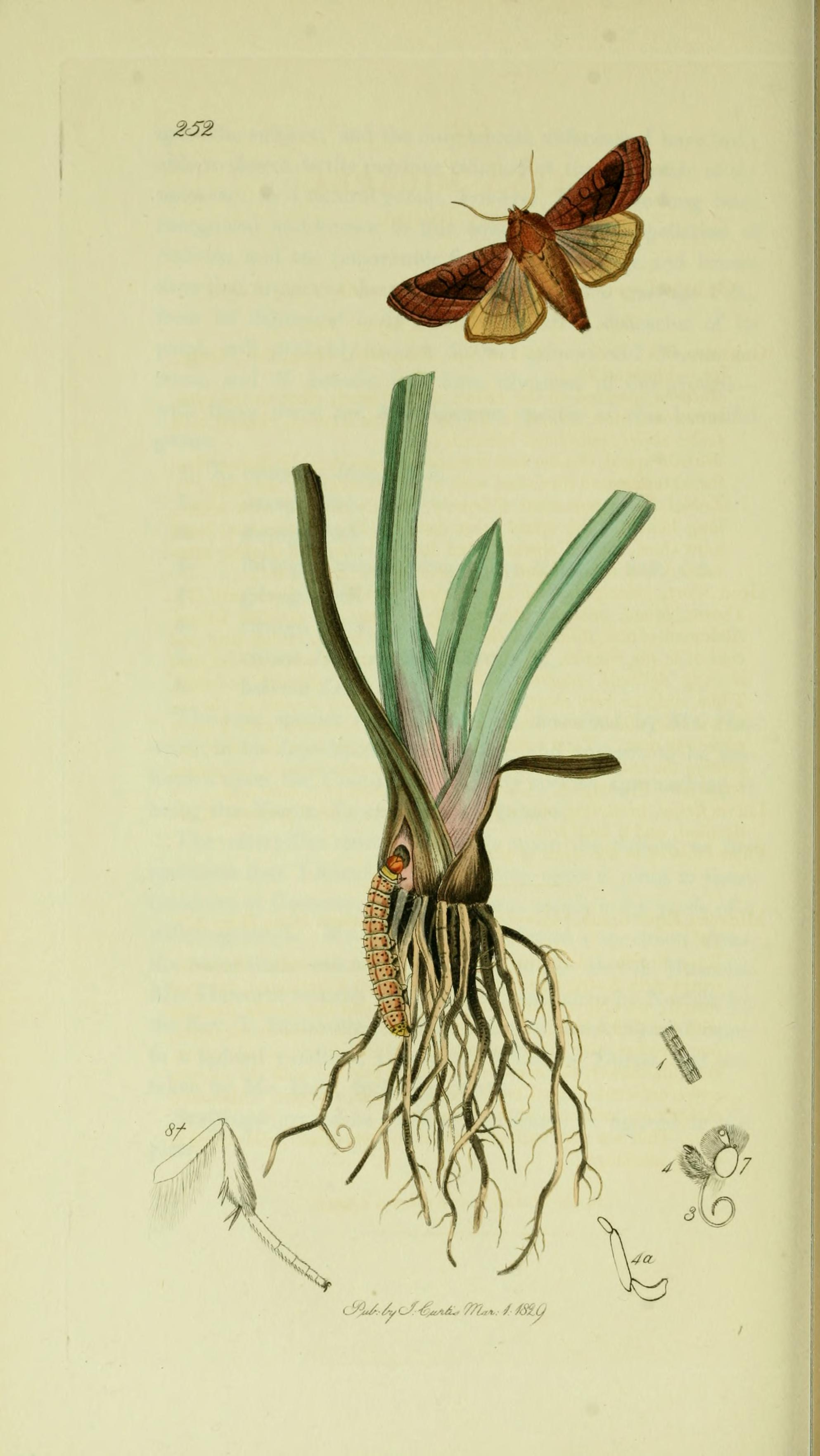
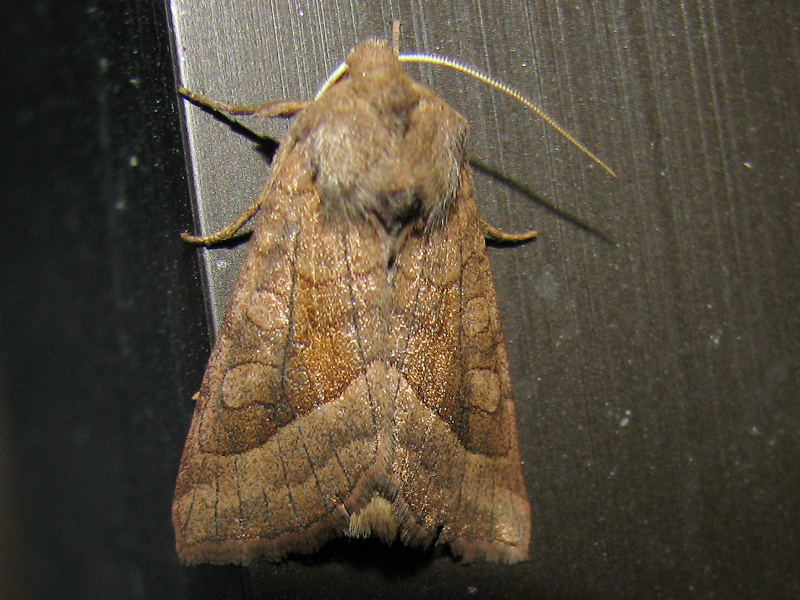
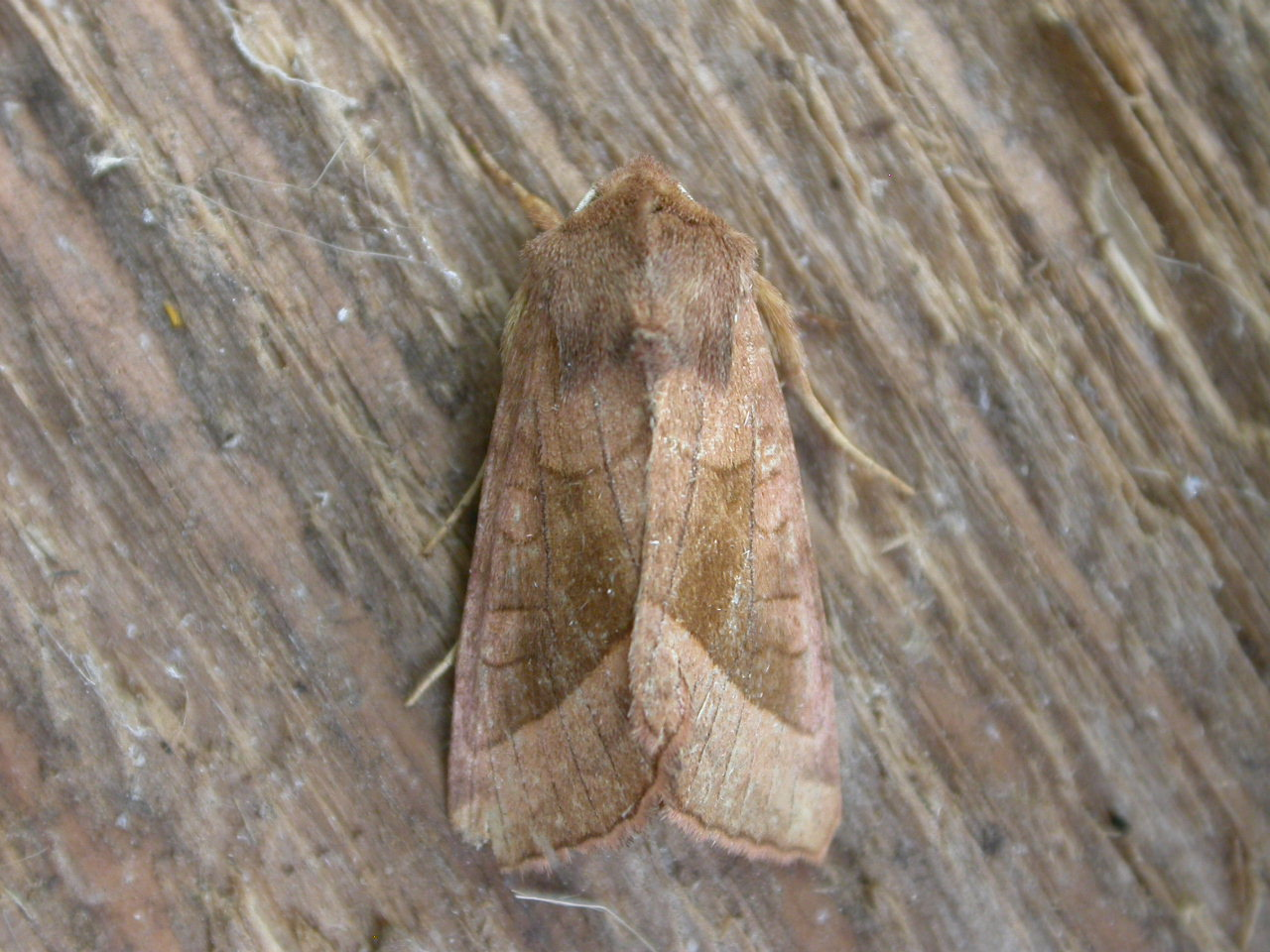
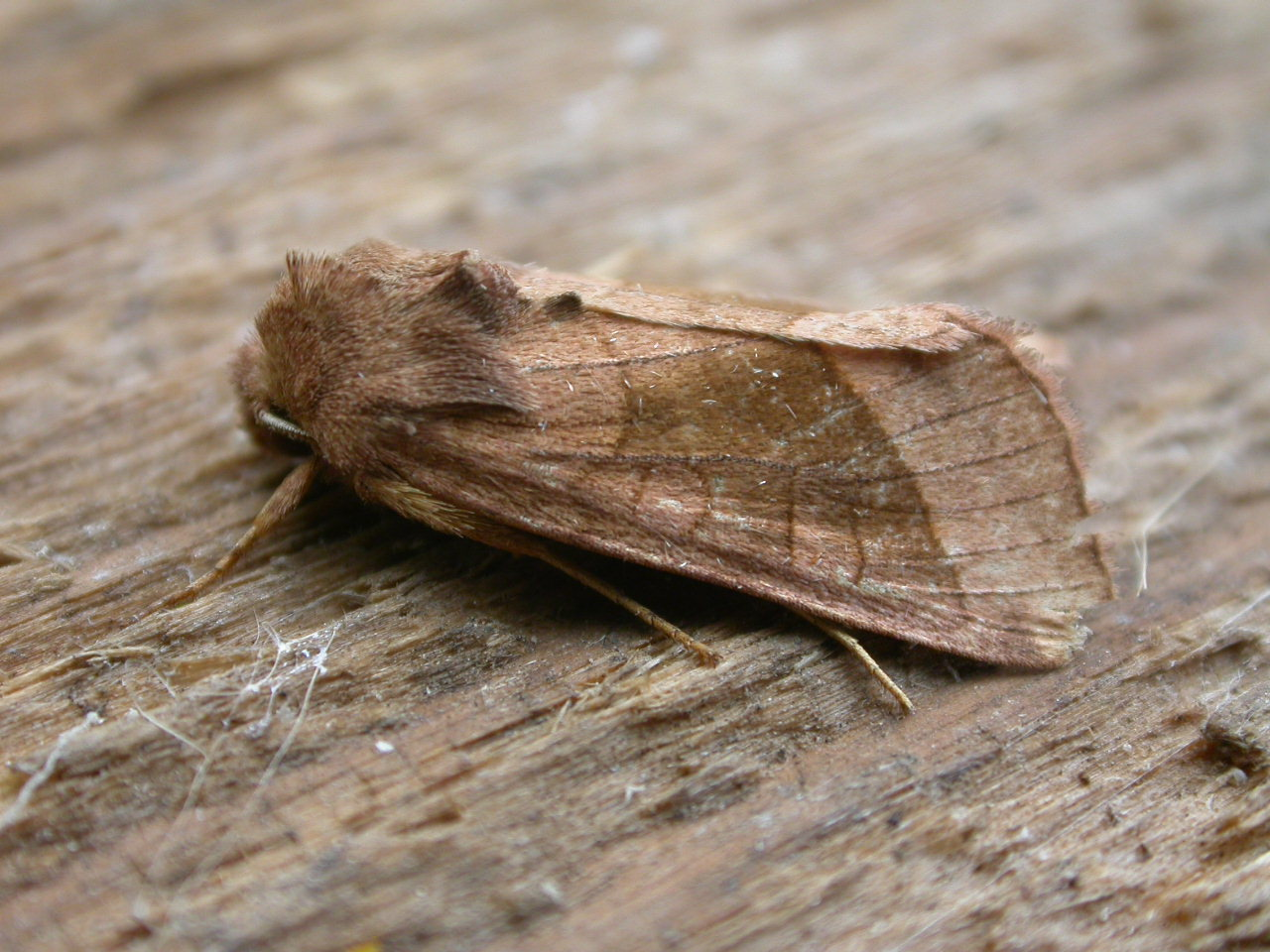